# Walter Antz
Walter Antz (* 19. Juni 1888 in Kaiserslautern; † 15. Juli 1955 in Ansbach) war ein deutscher Polizeipräsident und bayerischer Staatsbeamter.

## Leben

### Vor 1945
Vom 1. Oktober 1907 bis zum 30. September 1908 absolvierte Walter Antz seinen Militärdienst als Einjährig-Freiwilliger im 22. bayerischen Infanterie-Regiment, welches seinen Standort in Zweibrücken hatte. Danach studierte Antz Rechtswissenschaften und seitdem Mitglied der Studentenverbindung Akademischer Gesangverein München im SV. Er war vom 1. August 1912 bis zum 30. Juni 1919 Referendar. In diese Zeit fiel vom 3. August 1914 bis zum 12. Dezember 1918 auch sein Kriegsdienst im 22. bayerischen Infanterie-Regiment. Er führte als Oberleutnant der Reserve die 10. Kompanie an und kämpfte mit ihr unter anderem in Flandern und Verdun. Verletzungsbedingt arbeitete Antz von Februar 1918 bis August 1918 als Rechtsreferendar im bayerischen Kriegsministerium.
Die Große Staatsprüfung bestand Antz 1919 und war ab 1. Juni 1919 Akzessist bei der Regierung der Pfalz. Ab dem 1. Dezember 1919 arbeitete er bis 1923 als Bezirksamtmann in Zweibrücken. Zusammen mit Edgar Julius Jung, den er aus Zweibrücken kannte, wurde er am 12. April 1923 von der Französischen Besatzungsbehörde aus der Pfalz ausgewiesen. Auf der gemeinsamen Fahrt nach Bayern weihte Jung Antz in seine Pläne einer Abwehrorganisation ein.
Danach war Antz bis 1925 als Sachbearbeiter für die „Abwehr in der Pfalz“ im Bayerischen Staatskommissariat, dem sogenannten „Pfalzkommissariat“ in München tätig. In dieser Eigenschaft war er maßgeblich an der Abwehr des Separatismus und an der sogenannten Pfalzbefreiung beteiligt. Auf Befehl von Theodor von Winterstein beauftragte und finanzierte er das Attentat vom 9. Januar 1924 in Speyer, bei dem der damalige „Ministerpräsident“ der „autonomen Pfalz“ Heinz-Orbis ermordet wurde. Die konkrete Planung und Ausführung überließ er Edgar Julius Jung und seiner Organisation.
Ab 1925 war Antz bei der Polizeidirektion München tätig. Am 11. Mai 1926 erhielt Antz von der interalliierten Rheinlandkommission die Genehmigung zur Rückkehr in die Pfalz, worauf er zwischendurch seine Tätigkeit am Bezirksamt Zweibrücken wieder aufnahm. Vom 1. November 1926 bis zum 30. November 1930 war er als  Regierungsrat I. Klasse Referatsleiter bei der Polizeidirektion München tätig. Nach dem Abzug der Franzosen aus der Pfalz war Antz ab 1. Dezember 1930 Polizeidirektor in Ludwigshafen mit der Aufgabe, die Polizeidirektion neu aufzubauen. Die Machtergreifung durch die Nationalsozialisten überstand Antz unbeschadet. Ab 1933 wurde er dort auch Chef der Bayerischen Politischen Polizei, welche eine Vorläuferin der Gestapo war.
Protegiert wurde Antz von Gauleiter Josef Bürckel, der mit ihm ein Zweckbündnis zur Bekämpfung „radikaler externer SS-Kräfte in der Pfalz“ einging. Bürckel, der Anhänger von Georg Strasser war, galt in den frühen 30er Jahren als „roter Gauleiter“, und lieferte sich seit 1930 eine Fehde mit Theodor Eicke. Die innerparteilichen Intrigen, zu denen auch seit der Machtergreifung Forderungen gehörten, Antz als Polizeidirektor in Ludwigshafen abzusetzen und durch Eicke zu ersetzen, mündeten letztendlich in der vorübergehenden Ausschaltung von Eicke. Im März 1933 wurde auf Intrige von Bürckel Eicke durch Antz in Schutzhaft genommen und als „vermeintlich gemeingefährlich geisteskrank“ in die Würzburger Psychiatrie eingewiesen. Die Einsätze von Antz gegen die SS während der Machtergreifung waren auch Gegenstand einer Denunziation durch den Chef der Landespolizei, Oberst Richard Peter 1934. Bürckel hielt weiterhin zu Antz und ging erst 1936 der Denunziation nach, da Peter nicht locker ließ und einen schriftlichen Bericht über die „Einstellung des Polizeidirektors Antz bei der Machtübernahme“ erstattete. Unmittelbare Konsequenzen hatte diese weitere Denunziation jedoch nicht.
Weil Antz noch kein Mitglied der NSDAP war, versuchte die Reichsführung SS ihn ab Ende 1936 von seinem Posten zu verdrängen und durch einen SS-Mann zu ersetzen. Die Reichsführung beurteilte ihn als „tüchtigen Verwaltungsbeamten“, der bemüht sei, „seine Pflicht im nationalsozialistischen Staat zu erfüllen“, wollte die Polizeiverwaltung in einem grenznahen Bezirk aber in den Händen eines eigenen Mannes wissen. Das bayerische Innenministerium war bereit, ihn zur Speyerer Kreisregierung zu versetzen, wogegen Antz sich mit Verweis auf seine kämpferische Haltung „um das Deutschtum“ in der Pfalz und seine Rolle beim Attentat auf Heinz-Orbis wehrte. Gauleiter Josef Bürckel setzte durch, dass Antz auf dem Posten blieb, weil er vermutlich eine verstärkte Einflussnahme der SS in seinem Gaugebiet verhindern wollte.
Am 12. Mai 1937, nach Aufhebung einer allgemeinen vierjährigen Aufnahmesperre, beantragte Antz die Aufnahme in die NSDAP und wurde rückwirkend zum 1. Mai desselben Jahres aufgenommen (Mitgliedsnummer 5.955.232). Er erhielt 1938 vom „Führer und Reichskanzler“ das Treudienst-Ehrenzeichen 2. Stufe verliehen. 1939 wurde er zum Polizeipräsidenten in Ludwigshafen ernannt, in dieser Position war er vom 25. Juli 1939 bis 23. März 1945 tätig.
Im Zweiten Weltkrieg übernahm Antz weitere wichtige Aufgaben für Bürckel. Nach dem Frankreichfeldzug 1940 war er im Gau Saarpfalz und dem CdZ-Gebiet Lothringen für die „Überwachung aller staatlichen Maßnahmen des Wiederaufbaus“ zuständig. Außerdem ernannte Bürckel ihn zum „Inspekteur für das Luftschutzwesen“ und richtete ihm ein eigenes Luftschutzrefereat ein. In dieser Funktion verfasste Antz 1944 eine Broschüre „Das kleine 1x1 des Luftschutzes“ in der er unter dem Motto „Wer löscht, hilft der Front! Wer löscht, hilft siegen!“ Durchhalteparolen verkündete.

### Nach 1945
Nachdem im März 1945 die Alliierten in der Pfalz vorrückten, wurde Walter Antz als Polizeipräsident von den Amerikanern abgesetzt und am 23. März 1945 in einem französischen Lager interniert. Eine erste Untersuchung seiner Amtsführung entlastete ihn, so dass er im September 1945 aus dem französischen Lager entlassen wurde. Antz brachte sich und seine Familie in Bayern in Sicherheit, da ihm signalisiert wurde, dass die französischen Behörden ihn aufgrund seiner Attentatsbeteiligung von 1924 wieder verhaften wollten. In Bayern wurde Antz wenige Monate im amerikanischen Lager bei Rosenheim interniert und erhielt schließlich 1946 vom bayerischen Innenminister offiziell das Bleiberecht in Nördlingen, wo er ab dem 1. Juni 1948 den Posten eines Rechtsrats bei der Stadtverwaltung übernahm.
Für Antz begann in Nördlingen ein langer Kampf um die Wiederaufnahme in den bayerischen Staatsdienst. Zwei Mal, 1947 und 1948, wurden Spruchkammerverfahren gegen ihn aufgrund einer Weihnachtsamnestie eingestellt, was einer Einstufung als NS-Mitläufer glich. Ein auf sein Betreiben hin erneut aufgerolltes Verfahren entlastete ihn Anfang 1949 schließlich völlig. Unmittelbar nach seiner Rehabilitierung wurde Antz wieder in den bayerischen Staatsdienst aufgenommen und ab dem 11. Mai 1949 als Regierungsdirektor in Ansbach eingesetzt. Ab dem 1. Juli 1950 bekleidete er das Amt des Regierungsvizepräsidenten von Mittelfranken und ging in dieser Funktion am 1. Juli 1953 in den Ruhestand. Er verstarb 1955.